# Václav z Thun-Hohensteinu
Václav z Thun-Hohensteinu, počeštěně též z Thun-Hohenštejna (německy Wenzel von Thun-Hohenstein, 1629 – 8. ledna 1673, Pasov) byl česko-rakouský šlechtic a duchovní z české větve rodu Thun-Hohenštejnů.

## Život

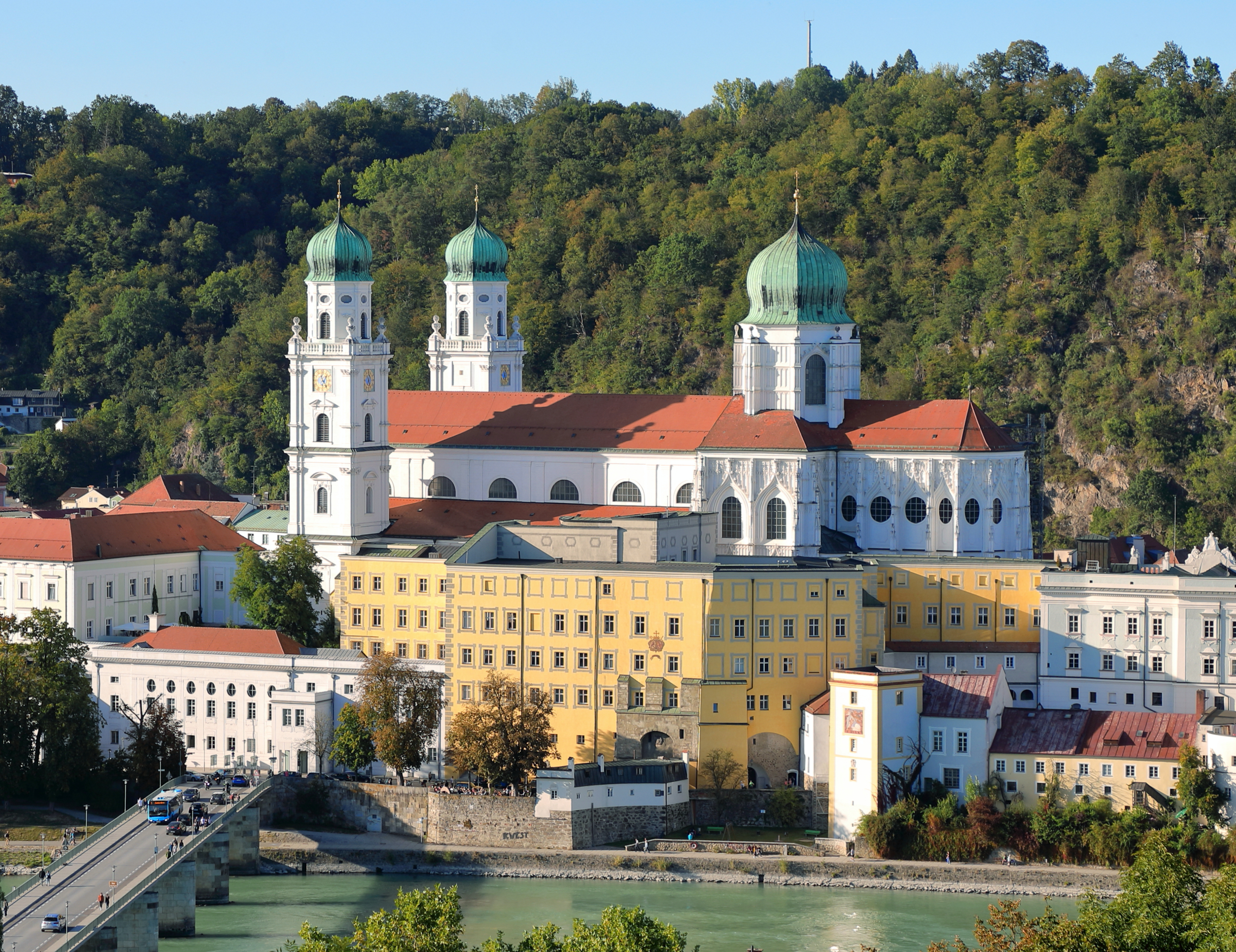
Pasovská katedrála sv. Štěpána a biskupská rezidence v popředí

Narodil se jako syn hraběte Jana Zikmunda z české linie Thun-Hohenštejnů a jeho druhé manželky Anny Markéty hraběnky z Wolkensteinu a nevlastního bratra salcburských arcibiskupů Guidobalda a Jana Arnošta a sekavského biskupa Rudolfa Josefa.
Byl předurčen pro dráhu duchovního a brzy se stal kanovníkem v Pasově, poté proboštem v Salcburku a 27. března 1664, ve věku 35 let byl jednomyslně zvolen do úřadu pasovského biskupa. O blaho své diecéze upřímně usiloval a různými prostředky, z nichž některé mu však způsobily nemalé obtíže.
V době jeho zvolení bylo město po požáru z roku 1662 dosud silně poškozené a poseté sutinami a jejich odstranění bylo jeho první starostí ve funkci biskupa. Další z jeho priorit byla výstavba katedrály v renesančním slohu podle návrhu milánského architekta Luraga a poté následovala realizace biskupské rezidence. Obnova městských domů, kterou se rozhodl podniknout na vlastní náklady proti postupným splátkám od obyvatelstva, zřejmě uspíšila jeho předčasnou smrt. Aby posílil biskupství, oslabené po třicetileté válce, obdržel při od císaře Leopolda I. navíc biskupský úřad v Gurku. Kromě toho se biskup Václav snažil šetřit ve své vlastní domácnosti, jak jen mohl, avšak současně s tím s velkou přísností trval na výběru daní.
Prostřednictvím císaře Leopolda I. uzavřel v roce 1668 dohodu s klášterními preláty o biskupské jurisdikci nad klášterními farnostmi i řeholními řády v Horních Rakousích. Jezuité, kteří mu byli dosud nakloněni a jejichž kostel v Pasově často navštěvoval, najednou upadli v nemilost, ztratili predikaturu v katedrále, kterou biskup nově svěřil kapucínům a rovněž zamezil výstavbě jezuitské koleje a kostela. Důvodem bylo pouze to, že se cítil poškozen, když císař Ferdinand II. s papežským svolením předal farnosti kláštera Traunkirchen do správy jezuitské koleji v Linci. Na smrtelné posteli se však s jezuity opět usmířil a zemřel, zaopatřen jejich posledním pomazáním.
Aby od pasovských měšťanů získal dar 2 000 florinů, pozval k tabuli třicet členů magistrátu a po večeři je požádal o zaplacení této částky. Peníze však neobdržel, a tak vzal všechny do vazby a propustili je až tehdy, když byla celá částka pohromadě. Občané si na počínání biskupa stěžovali u císaře, biskup však zemřel dříve, než byla záležitost vyřešena.
Kromě toho u kurie vymohl vynětí pasovských biskupství z jurisdikce metropolitního arcibiskupa salcburského, tuto záležitost však již nestihl dokončit. Biskup Václav z Thun-Hohensteinu zemřel v Pasově 8. ledna 1673 ve věku 44 let po devíti letech vlády. Veškerý svůj osobní majetek, finanční hotovost, veškeré zásoby vína a obilí odkázal diecézi pod podmínkou, že bude 70 000 florénů použito jako dotace na sedm nových kanovníků. Tuto závěť však napadli jeho dva bratři Jan Arnošt a Michael Osvald.
Václavovy ostatky jsou uloženy pod hlavním oltářem pasovské katedrály, za nímž se nachází jeho mramorový epitaf od sochaře Johann Seize.  